# 엘티그레의 등장인물 목록
이 문서는 니켈로디언의 애니메이션인 엘 티그레 : 매니 리베라의 모험 등장인물들의 목록이다.

## 주요 등장인물

### 매니 리베라/엘 티그레 (Manny Rivera/El Tigre)
본명은 마누엘 파블로 구티에레즈 오브라이언 에키후아 리베라이다. 13살의 멕시코 소년이며 화이트 판테라가 아버지이며, 푸마 로코의 손자이다. 매니는 아버지 로돌포를 따라 좋은 쪽으로 가길 원하지만, 할아버지인 그랜파피를 따라 악당 짓을 하기도 한다. 매니가 차고 있는 벨트의 버클을 돌리면, 용감하고 강력하며, 호랑이를 테마로 하며 선과 악 사이에서 갈등하는 슈퍼 영웅인 엘 티그레(El Tigre)로 변신한다. 매니의 슈퍼영웅의 이름은 스페인어로, 영어로 번역시 "The Tiger"가 되는데, 여기서 발톱과 의상을 참고로 하였다. 엘 티그레의 힘은 쇠 갈고리처럼 손에서 발사되는 거의 모든것을 자를수 있는 강력한 발톱과, 강한 힘, 뛰어난 점프 능력을 가지고 있다. Grave Escape(한국방송명 : 저승탈출) 에피소드에서, 매니는 고대 호랑이의 혼을 소환할 수 있게 되었는데, 초록색에 거대하고 호랑이 모습을 한 에너지 장으로, 매니의 행동을 흉내낸다. 매니는 종종 악당짓을 하지만, 거의 대부분은 영웅일을 하고 있다.
매니는 갈까마귀를 테마로 한 슈퍼악당인 Black Cuervo에게 호감을 가져, 종종 그녀를 'Mi Amor' (스페인어로 "My Love")라고 부르기도 하였지만, Enter the Cuervo(한국 방송명 : 까마귀의 등장)에피소드에서 그녀에게 관심을 잃게 되었다.
또한 매니는 컨트리 음악을 좋아하며, 컨트리음악을 연주할땐 기타를 오른손으로 연주하며, 슬프게 부른다. 알바나 우바치가 그의 목소리를 맡았으며, 대한민국에선 이선이 맡았다.

### 프리다 수아레즈 (Frida suarez)
13살의 멕시코 소녀이며, 미라클 시티의 경찰서장 아버지인 에밀리오 수아레즈와 판사인 카멜라 수아레즈의 딸이며, 매니 리베라의 절친한 친구이다. 프리다는 약간 우둔하지만, 유치원때서부터 만나온 매니랑 절친한 친구관계를 유지하고 있다.
프리다는 항상 매니가 엘 티그레로 변신하여 악당들과 싸울때 같이 있지만, 아무런 도움도 주지 못한다. 프리다는 농담과 장난이 심한데, 결국 에피소드의 마지막에 장난에 대한 보답을 받게 된다.
No Boots, No Belt, No Brero(한국 방송명 : 우리는 하나!) 에피소드에서 프리다는 매니와 키스를 하게 된다. 프리다의 목소리는 그레이 딜라이가 맡았으며, 대한민국에선 박지윤이 목소리를 맡았다.

## 매니의 가족

### 로돌포 리베라 / 화이트 판테라 (Rodolfo Rivera / White Pantera)
로돌포 리베라는 매니의 아버지이며, 그랜파피 리베라의 아들이다. 판테라라는 이름은 팬서(Panther) 혹은 고양이과 표범속에서 이름을 참조하였다. 그는 영웅일에서 반쯤 은퇴한 상태이나, 여러 가지 일이 있어서 그의 아버지가 악당일을 계속하는 것과 같이, 그도 화이트 판테라를 포기못하고 있다(심지어 잘때조차도 그의 마법의 부츠를 벗고 자지 않으며, 그가 쓰고 있는 마스크도 빨래 할때나 혹은 면도 할때를 제외하곤 벗지 않는다). 비록 그가 종종 영웅적인 면과 고매함을 보여주지만, 쉽게 흥분하고, 어린이 같은 면도 가지고 있다. 그의 아버지가 매니를 슈퍼악당으로 키울려는 것과 반대로, 로돌포는 아들 매니를 영웅으로 키우고 싶어 한다. 비록 그들의 보는 관점이 다르지만, 대부분 로돌포가 자기 아버지를 꾸짖는 경우도 볼 수 있다. (많은 경우 그랜파피가 그 행동을 철회한다). 지금은 이혼한 아내인 마리아를 사랑하는 모습이 보이며, 방에다가 마리아의 거대 초상화를 걸어두고 있다. 그의 힘은 그의 진실의 청동 부츠에서 나오며, 또한 부츠에 닿인 사람은 오직 진실만을 말하게 되어있다. 로돌포는 자몽을 좋아하며, 저그 밴드 음악에 알레르기가 있다. 미국에선 Eric Bauza가 목소리를 맡았으며, 한국판에서는 김일이 맡았다.

### 그랜파피 / 푸마 로코 (Granpapi Rivera / Puma Loco)
그랜파피 리베라(한국판에서는 할아버지로 통일)는 매니의 할아버지이면서, 로돌포의 아버지이자, 슈퍼악당이다. 그의 악당 이름은 스페인어로 "Crazy Puma"를 뜻한다. 아들인 로돌포와 반대로, 그랜파피는 손자 매니가 슈퍼악당이 되었으면 하고 바라고 있으며, 종종 손자와 함께 작은 범죄를 저지르곤 한다. 그랜파피는 그의 가족을 그의 슈퍼악당보다 더 상위에 두고 있다. 그의 아들이나 손자가 위험에 빠지게 되면, 바로 달려가 그들을 돕는다. 아들과 마찬가지로 악당일에서 반쯤 은퇴한 상태이나, 범죄에도 참여하며, 유물 훔치기라든가 지갑 훔치기등 다른 악당들의 일에도 참여하나, 많은 경우 아들에게 덜미를 잡혀 다시 돌려 놓는다. 그랜파피는 절개를 가지고 있으며, 이건 악당보다 가족을 먼저 주안점에 둔다는 점에서 볼 수 있다. 그랜파피의 힘의 근원은 그가 잘때도 쓰고 자는 혼돈의 금빛 솜브레로이며, 이 솜브레로는 로봇으로 변신하여 집게발, 커다란 드릴, 미사일등의 무기를 만들어내며, 심지어 작은 기구가 되기도 한다. Puma Licito 에피소드(한국방송명 : 영웅이 된 푸마 로코)에서, 그랜파피가 지금 아들과 손주와 같이 살고 있는 집의 주인인 것이 드러난다. 미국에선 Carlos Alazaqui가 목소리를 맡았으며, 한국에선 노민이 맡았다.

### 마리아 리베라 / 플라타 펠리그로사 (Maria rivera / Plata Peligrosa)
마리아 리베라는 매니의 어머니이며, 로돌포의 아내였으나 이혼하였다. 마리아는 그의 가족에 대한 다정한 관심을 가졌으나, 로돌포가 슈퍼 영웅을 계속 하는 것이 용납되지 않아서 이혼하게 되었다. Mother of all Tigres 에피소드(한국방송명 : 우리 엄마가 최고!)에서,마리아는 마리아치 밴드와 같이 몇 년동안 전 세계를 돈 후에 미라클 시티에 도착하게 된다. 그때 마리아는 로돌포가 아직도 슈퍼영웅 행세를 하는 걸 발견하게 되고, 매니는 어머니가 자신을 데려가기 위해 온 것으로 생각하게 되어, 프리다와 할아버지에게 도움을 청하게 된다. 도움이 모두 깨지고, 에피소드의 마지막에 마리아는 매니가 엘 티그레란 사실을 알고 있으며, 학교의 사서로 취직하게 되었다고 설명한다. 대학생때 우연히 가지게 된 장갑의 힘으로 플라타 펠리그로사가 되어 슈퍼영웅을 하지만, 폭력을 원하는 장갑으로 인해서 1시간 이상 장갑을 착용시 폭주하게 된다는 단점을 가지고 있다. 아들이나 남편이 싸우다가 나가 떨어지는 모습을 보게 되면, 발작을 일으키는 모습이 보인다. 마리아 리베라의 목소리는 에이프릴 스튜어트가 맡았다.

## 영웅들

### Golden Leon / 흰수염 레온
흰수염 레온은 리베라 가문의 1대 영웅이며 매니 리베라의 현조부쯤 되는 조상이다. 흰수염 레온의 복장은 스페인 정복자 복장이며, 고대 영어와 갈라시아식 스페인어로 말한다(한국더빙에선 할아버지체로 말한다). Miguel Sandoval이 목소리를 맡았다.

### Justice Jaguar / 짱가 재규어
짱가 재규어는 매니의 증조할아버지이며, 로돌포의 할아버지, 그랜파피의 아버지이자, 막가파 치타(Mighty Cheetar)의 아들이다. 그는 차로와 비슷한 복장을 입었으며, 매니가 그에 대해서 말할때는 말을 타고 있는 모습으로 등장하였다. 그는 부자관계인 푸마 로코와 점잔빼지 않는 관계를 맺고 있는데, 아마 그의 아들이 악당이 되는길을 선택한 것이 크겠지만 그들은 서로 그리워 하며 걱정하고 있다. 그는 슈퍼 파워를 지닌 강력한 공격인 리베라의 초강력 불꽃(Super Macho Blitz)을 쓰다가 사망한걸로 밝혀진다. 그의 목소리는 Eric Bauza가 맡았다.

### The Industrialist / 기계대장
기계 대장은 지구수비대 소속의 슈퍼 영웅이다. 그는 팔에 달린 대포에서 I빔과 시멘트를 발사하는 능력을 가지고 있다. 그의 목소리는 Bruce Campbell이 맡았다.

### Cosmic Cleopatra / 우주 클레오파트라
우주 클레오파트라는 독사를 부릴 수 있는 슈퍼영웅으로, 기계대장과 마찬가지로 지구수비대 소속이다. 그녀의 목소리는 Grey DeLisle가 맡았다.

### Silver Sombrero / 모자대왕
모자대왕은 그의 회전하는 은솜브레로를 무기로 사용한다. 모자대왕이 모자를 던지면, 모자는 칼처럼 회전한다. 지구방위대의 대장이며, 그의 목소리는 제프 베넷이 맡았다.

### El Cucharón / 숟가락도사
숟가락 도사는 숟가락을 조종하며, 슈퍼악당에서 슈퍼 영웅이 된 경우이다. 숟가락도사는 엘티그레를 도와 원조 외눈이 박사(Dr. Chipotle Sr.)과 돈털파파(El Oso)가 갱생하려는 핑계로 마리아 리베라를 이용하여 은행을 털려는 것을 저지한다. 나중에 원조 외눈이 박사와 돈털파파가 체포된후, 숟가락도사는 마리아에게 요리학교에 다니게 되었다고 말한다. 숟가락도사는 나중에 푸마 로코와 죽음의 산티나의 결혼식에 주례를 서게 된다. 그의 목소리는 Efren Ramirez가 맡았다.

### Seventh Samurai
Seventh Samurai는 사무라이 테마의 슈퍼영웅이며, 토시호의 아버지이다. 그의 목소리는 George Takei가 맡았다.

## 악당들

### Sartana of the Dead / 죽음의 산타나
죽음의 산타나는 매우 위험하고 교활하면서 미라클 시티에서 제일 위험한 악당이다. 그녀의 보금자리는 버림받은 감옥 묘지이며, 200년 먹은 해골인 산타나는 그의 손자인 장고와 함께 미라클 시티를 지배하고 엎으려고 한다. 산타나가 파멸의 금 기타를 치면, 땅에서 수많은 해골들을 불러올수 있으며, 또한 신비로운 광선이 나와 그녀의 적들을 공격한다. 기타는 산타나의 약점인데, 기타를 파괴하면 해골들은 다시 죽음으로 돌아간다(산타나도 포함해서). 기타에는 여러 가지 마력이 있는데, 예를 들어 매니는 얼룩 당나귀를 살려줘!(Zebra Donkey)에피소드에서 산타나의 기타를 훔쳐 죽은 얼룩 당나귀를 부활시켜낸다.
한 때, 산타나는 미라클 시티의 모든 악당들을 모아서 곧 올 은퇴를 대비한 토너먼트를 벌이지만, 결과적으론 실패하고 만다. 그녀는 한때 그랜파피와 결혼할뻔 하였으나, 매니의 훼방과 그랜파피가 거절하는 바람에 결혼하지 못하였다. 그녀의 목소리는 Susan Silo가 맡았다.

### Sergio/Señor Siniestro - 찌지리오/찌지리우스
찌지리오는 이탈리아에서 미라클 시티로 전학온 13살 소년이다. 레온 중학교로 처음 전학왔을때, 어린애 같은 카우보이 복장을 입고와서 놀림을 받았다. 우연히 매니가 애들을 선동하자, 찌지리오는 미라클시티, 특히 매니에게 복수를 다짐한다. 찌지리오는 10 피트(3m짜리) 로봇옷을 입고 찌지리우스로 불리게 되며, 학생들을 노예처럼 부려먹어 로봇 말을 만들지만, 엘 티그레에게 파괴당한다. 찌지리우스는 그의 적을 찾을 때 텍사스 사투리에 기반한 부정확한 카우보이식 어투를 내뱉는다. 찌지리우스는 악당 경주대회의 참가자중 한명으로, 다른 경쟁자들을 다 따돌리고, 악어에게 밟혀 2등을 차지하게 된다. 그리고 매니와 프리다를 지각하게 만들어 그들을 완전히 쫓아버릴 계획을 세우지만, 도리어 자신이 지각을 하게 되는 결과를 불러일으키게 된다. 그의 친구는 외눈이 박사(Dr. Chipotle Jr.)이며 그의 본명을 알고 있다. 그들은 종종 비디오 게임(사실 그들이 벌이는 싸움은 실제였지만, 비디오 게임처럼 묘사된다)을 같이 즐긴다. 찌지리오의 목소리는 Jeff Bennett가 맡았다.

### Zoe Aves/Black Cuervo - 조이 아베즈 / 검은 까마귀
조이 아베즈는 14살 먹은 멕시코 소녀로 고트의상을 입고 다닌다. 할머니인 칠면조 여사, 독수리 여사로 구성된 조이의 가족은 "날아라 3대 모녀"로 불린다. 리베라 집안이 고양이과의 다른 자아를 가지고 있듯이, 이들도 새를 테마로 한 다른 자아를 가지고 있다. 조이는 낮에는 다른 사람과 다름이 없지만, 밤이되면 낮보다 더 활기찬 검은 까마귀로 변신한다. 매니와 반대로, 조이는 낮생활과 악당일을 잘 수행하여, 아무도 그녀가 검은 까마귀란 사실을 모른다. 검은 까마귀는 손목에 레이저 총을 달고, 등엔 제트 추진팩을 달고 있다. 또한 그녀의 가족에게 도움을 구할 수 있는 장치도 지니고 있다. 시리즈의 첫 등장에, 매니는 검은 까마귀에 대해 호감을 가지는 듯 보였지만, 나중에 매니는 검은 까마귀에 관한 관심을 잃은 것으로 보인다. 한 에피소드에서, 과학 프로젝트 그룹에서 혼자만 작업하지만, 다른 애들은 그녀를 도와주지 않는다. 그녀는 엘 티그레에게 그녀의 정체를 들키지만, 그녀의 할머니가 그녀를 도와줘 신분이 들통나는 걸 피할 수 있었으며, 그리고 그걸 밝히려고 하던 프리다는 정학 처분을 받게 된다. 조이의 목소리는 Candi Milo가 맡았다.

### Carmelita Aves/Voltura - 독수리 여사
독수리 여사는 독수리를 테마로한 슈퍼악당으로써 조이 아베즈의 어머니며, 화이트 판테라에게 복수심을 품고 있다. 그녀는 딸이나 어머니처럼, 날개를 가지고 있지만 다른 가족들과 달리 날개가 다른때에 보인다. 또한 양 어깨에서 레이저 총이 나와 발사된다. 고등학교시절에 그녀는 화이트 판테라의 여자친구였으나, 그가 마리아를 사랑하는 바람에 깨지게 된다. 그녀의 목소리는 Grey DeLisle이 맡았다.

### Grandmami Aves/Lady Gobbler - 칠면조 여사
칠면조 여사는 칠면조를 테마로한 슈퍼 악당으로, 딸과 손녀딸과 마찬가지로 리베라 집안, 특히 그랜파피가 그녀를 교회에서 차버린 것에 대해 원한을 가지고 있다. 그녀의 지팡이는 레이저 총으로 변신가능하고, 그리고 유리눈은 비디오 카메라로 쓸 수 있다. 그녀는 "날아라 3대 모녀"의 우두머리이다. 그녀의 목소리는 Carlos Alazraqui가 맡았다.

### Diego/Dr. Chipotle, Jr. - 외눈이 박사
외눈이 박사는 10살 먹은 괴짜 과학자로, 육중한 로봇팔과 사이버네틱스 기술로 만든 인조 눈을 가지고 있다. 7살때, 엘티그레가 자기 아버지를 감옥에 집어넣는 걸 보고, 엘티그레에게 복수하기로 다짐하였다. 그는 과콰몰리 괴물같은 괴상한 무기를 이용하는데, 그의 아버지도 또한 은행 강도짓을 할 땐 매운 고추 괴물로 변해서 강도짓을 한다. 매니는 외눈이 박사를 보고 짝눈이 박사, 외팔이 박사 등으로 잘못 부르면, 그는 크게 자기 이름을 부른다. 그가 처음 에피소드에 등장할 때, 프리다는 그를 가리켜 "아 그 땅꼬마 아들"이라고 부른다. 외눈이 박사는 엘티그레 때문에 악당 경주대회에서 6등을 하게 된다. 그리고 그는 찌지리우스와 친구이며, 그의 본명을 알고 있으며 종종 찌지리우스의 기지에서 비디오 게임을 즐긴다. 그리고 또한 프리다에게 연정을 느끼고 있다. 그의 다른 자아는 디에고라 불리며, 학교에 갈때는 로봇팔을 일반적인 팔로 바꾸며, 인조눈을 안경으로 치환한다. 그의 목소리는 Richard Steven Horvitz가 맡았다.

### Dr. Chipotle, Sr. / 원조 외눈이 박사
원조 외눈이 박사는 외눈이 박사의 아버지이다. 슈퍼악당중 한명으로, 마리아 리베라로부터 재교정 치료를 받았지만, 그의 목적은 터널을 이용해 미라클 시티 조폐국을 터는 것이었다. 그의 목소리는 아들과 비슷하며, 로봇팔에 사이버네틱스 인조 눈도 아들과 같다. 원조 외눈이 박사는 추로스에 알레르기가 있다. 그의 목소리는 Richard Steven Horvitz가 맡았다.

### El Oso / 돈털파파
돈털파파는 거대하고 털복숭이 멕시코인으로, 초인적인 힘을 가지고 있다. 그는 대부분의 시간을 미라클시티에 혼란을 뿌리고 다닌다. 그의 이름은 영어로 "The Bear"란 뜻이다. Ose Solo Mio(한국방송명 : 돈털파파의 사랑) 에피소드에서, 그는 고아원에서 자랐는데, 캠핑장에서 그를 잃어버리고, 곰에게 컸다는 설명이 나온다. 그는 미라클시티의 변두리의 칼라베라에 살고 있다. 그는 그의 문장중 "man"이란 단어를 강조해서 말하는 습관이 있다. 그의 목소리는 John DiMaggio가 맡았다.

### General Chapuza / 다부셔 장군
차푸자 장군은 코베갈라 좀비 축구팀의 주장으로, 좀비이며 매우 불길한 목소리로 말한다. 그의 목소리는 존 디마지오가 맡았다.

### Django of the Dead / 장고
장고는 죽음의 산타나의 손자로, "The Good, The Bad, and The Tigre" 에피소드에서 처음 출연하였으며, "No Boots, No Belt, No Brero"(한국방송명 : 우리는 하나!)에피소드에서 산타나와 있는 모습이 나온다. 장고는 자기만의 마력을 가진 기타가 있으며, 산타나가 가지고 있는 힘의 약간을 쓸 수 있다. 장고는 어른들, 특히 자기를 어린애 취급하는 산타나를 싫어하여, 산타나의 "은퇴" 시합에 출전하게 된다. 제작자는 장고가 다음 시즌에서 자주 출현하게 될 것이라고 말은 해놓고 있으나, 다음 시즌이 언제 나올지는 불 문명하다. 그의 목소리는 Danny Cooksey가 맡았다.

### The Golden Eagle Twins / 독수리 자매
독수리 자매는 10대 쌍둥이 슈퍼악당으로, 겉으론 좋은 모습을 보이지만, 사실은 비열하고 장난을 좋아한다. 그들은 에피소드에 출연한 새로운 악당들이다. 그들은 다른 사람들에게 암시를 주어 그들을 좋게 보여준다. 그들의 목소리는 Candi Milo가 맡았다.

### Mustache Mafia / 수염파
수염파는 자신들의 수염을 무기로 사용하는 범죄집단으로, 수염대왕 외 3명으로 구성되어 있다.

## 조연 악역들
- Che Chapuza / 통키  : 다부셔 장군의 손자로, 그의 이름의 뜻은 비열한 일(Shoddy Work)이란 뜻이다. 그는 춤을 잘추며, 축구를 좋아한다. 루머시 되던 에피소드인 "El Zombie Tigre"에서, 통키는 엘 티그레의 악한 복사본인 El Zombie Tigre로 등장하는 걸로 되어 있다. 그의 목소리는 Grey DeLisle가 맡았다.

- Dark Leopard / 암흑의 레오파드 : 매니의 조상이자, 제 1대 리베라 집안의 악당으로, 돌로 이루어진 기계옷을 입었으며, 추측하기로는 늦은 마야시대에 태어난 것으로 생각된다. 그는 원조 엘 티그레의 자식인지 아님, 원조 엘 티그레 전의 자손인지 알려지지 않았다. 그의 목소리는 John DiMaggio가 맡았다.

- The Mighty Cheetar / 막가파 치타 : 매니의 고조할아버지이며, 그랜파피의 할아버지, 로돌포의 증조할아버지이다. 그는 그의 손자하고 비슷한 슈퍼악당으로, 증기동력의 원시적인 로봇옷을 입고 있다. 이 옷은 "Puma Licito"(한국방송명 : 영웅이 된 푸마 로코)에서 그랜파피가 입고 매니를 돈털파파에게서 구해내고, 그의 슈퍼악당 이름을 찾게 해준다. 막가파 치타는 "The Grave Escape"(한국방송명 : 저승 탈출)에피소드에서 다른 조상들과 같이 산타나를 무찌르는데 힘을 보탠다. 그는 7대양을 주름 잡았으며, 해적 강세로 말한다. 그의 목소리는 Carlos Alazraqui가 맡았다.

- Comrade Chaos / 도끼맨-공포의 양손잡이   : 은퇴한 러시아인 슈퍼 악당으로, 특별한 망치와 낫을 무기로 사용한다. 그의 목소리는 Jack Angel가 맡았다.

- El Tarántula / 거미맨  : 스페인의 거미를 테마로한 은퇴한 슈퍼악당이다. Carlos Alazraqui가 목소리를 맡았다.

- Mano Negra / 최강의 주먹맨  : 병안에 머리가 들어간 은퇴한 슈퍼악당으로, 강력한 금속 주먹이 달린 로봇몸을 가지고 있다. Charlie Adler가 목소리를 맡았다.

- Calavera Banditos / 칼라베라 반디도들 : 가지각색의 범죄자, 악인, 부랑자들로, 칼라벨라(영어론 Skull이란 뜻)에 살고 있다. 몇몇 해골 반디도들은 죽음의 산타나의 앞잪이들이다.

- Titanium Titan / 땅딸보 타이탄 : 예전에 화이트 판테라의 친구였던 슈퍼악당이다. 타이탄은 홀로 악당과 싸우다 실패해서 미라클 시티를 떠나고 악당의 길로 들어서게 되었다. 그는 액체 금속팔을 망치나, 드릴로 변형시킬수 있다. 그는 매니 리베라/엘 티그레에게 복수하여 다시 화이트 판테라와 같이 다니던 시대로 돌아가고 싶어한다. Silver Wolf(한국방송명 : 프리다의 배신)에피소드에서 그는 늑대를 테마로한 슈퍼악당인 날쌘돌이(Silver Wolf)로 변장하여 프리다를 그로부터 떼어 놓으려고 한다. 이 계획은 화이트 판테라와 같이 하던 시절을 매니가 망쳐놨으니, 매니도 프리다가 없는 고통을 맛보라는 것이었으나, 실패하고 만다. 그의 목소리는 Tom Kenny가 맡았다.

- El Mal Verde / 이가구리데 : 거대한 괴물로, 강철 철퇴가 달린 오른쪽 팔을 가지고 있으며, 어느 영웅도 이 악당을 이긴적이 없다. Malverde는 스페인에선 매우 흔한 성이나, 여기서는 Mal Verde로 발음하는 것처럼 들리며, 이 뜻은 "녹색이고 비열한"이다. 화이트 판테라는 그의 가족들이 홀로 남는 걸 바라지 않아 싸움에서 도망쳤다. 시간이 흘러, 화이트 판테라는 아들의 도움을 얻어 이가구리데를 해치운다. "The Good, The Bad and the tigre"에피소드에서, 다시 등장하나 그땐 쉽게 그를 해치운다. 목소리는 Danny Trejo가 맡았으나 저 에피소드에서만은 John DiMaggio가 맡았다.

- Ninja Monster Clan : Seventh Samurai의 오랜 적인 닌자 괴물들.

- Toshiro/Cyber Sumo : 10살먹은 일본인 소년으로, 처음엔 인정많고 공손했지만, 나중엔 비열하고 거칠어 진다. 그는 스모를 테마로한 슈퍼악당인 사이버 스모이다. 그의 목소리는 검은 까마귀와 유사하며, 그를 배신한 엘 티그레를 싫어한다. 그의 목소리는 Eric Bauza가 맡았다.

- Monsterzuma / 부셔부셔 : 다이아몬드가 얹어진 왕관을 쓰고 있는 괴물로, 다이아몬드가 없어지면 난동을 피운다. 현재 미라클 시티 화산에서 자고있는 중이다. 그는 대륙을 넘어서도 도둑질 당한걸 눈치챈다. 매니는 그 다이아몬드를 훔쳐 죽음의 산타나와 푸마 로코의 결혼식을 망쳐놓는다. 그의 목소리는 Clancy Brown이 맡았다.

- Cactus Kid / 선인장맨 : 텍사스의 악당으로, 미라클 시티에서 이름을 떨치기를 원한다. 그는 자신의 악행을 받아들이고 거기다가 지원해준 마을에서 다른 곳과 차폐된 삶을 살았다. 매니를 시기하기 위해서, 푸마 로코는 그를 이용하지만, 선인장맨이 그걸 알고는 선인장을 조종하여 그들에게 복수하려고 하지만, 실패하고 만다. 그의 목소리는 Eric Bauza가 맡았다.

- Giant Robot Sanchez / 거대 로봇 산체즈: 거대한 로봇인 산체즈는 아내와 두 아이를 가지고 있으며, 종종 미라클 시티에 와서 범죄를 저지른다.

- The Bear King / 대왕 곰 : Oso Solo Mio(한국방송명 : 돈털파파의 사랑)에피소드에 등장하는 곰 공주의 아버지.

## 다른 조연들
- Emiliano "Chief" Suarez / 에밀리오 수아레즈 서장 : 엄격한 미라클 시티의 스페인인 경찰서장이다. 그는 매니에 대해선 매우 언짢아 하며, 프리다가 매니와 같이 붙어있는 모습을 보면 프리다에게 상처가는 말을 한다. 그는 아마 미라클 시티 괴물 감옥의 소장직도 겸직하고 있을 것이다. 그의 목소리는 Daran Norris가 맡았다.

- Carmela Suarez / 카멜라 수아레즈 : 아리따운 미라클시티의 스페인인 판사로, 에밀리오 수에레즈 서장의 아내이다. 그녀의 목소리는 Grey DeLisle가 맡았다.

- Anita & Nikita Suarez / 아니나와 다르니 수아레즈  : 버릇없는 15살 청소년 경찰생도로, 프리다의 누나들이다. 그녀들의 목소리는 Tom Kenny와 Dee Bradley Baker가 맡았다.

- Ms. Chichita / 호호 할머니: 키가 작은 나이많은 숙녀로, Enter the Cuervo(한국방송명 : 까마귀의 등장), Night of the Living Guacamole(한국방송명 : 악몽의 과카몰리) 그리고 Fool's Goal(한국방송명 : 승리냐, 명예냐 그것이 문제로다) 에피소드에 등장한다. 그녀의 목소리는 Candi Milo가 맡았다.

- Mrs. Lupita: 레온 중학교의 선생님으로, 매니네 반 선생님으로 등장한다. El Tigre, El Jefe(한국방송명 : 못말리는 엘티그레)에서 숙제를 안해가지고 온 땡땡이(Aaron Chokovich)에게 벌을 준다. The Thing That Ate Frida's Brain 에피소드에서는 프리다에게 그녀의 모자에 대해 질문한다. 그녀의 목소리는 Candi Milo가 맡았다.

- The Popular Girls: 3명의 소녀로, 그녀들의 매력과 인망을 따라하고 싶어한다. 한명은 카리브해 사람이며, 한명은 아시아계, 한명은 백인이다.

- Humberto / 뚱칠이  : 냄새나는 푸에르토리코 아이로, 위생관념이 없어서 냄새가 난다. Carlos Alazraqui가 목소리를 맡았다.

- Raúl / 따봉 : 매니가 어른이 되길 원해서, 외눈이 박사가 매니가 찬 벨트버클의 힘을 이용하여 만들어준 매니의 콧수염이다. 따봉은 매니가 아직 성인이 아니기 때문에 그에게서 떠나간다. Miracle City Undercover(한국방송명 : 친구를 위하여) 에피소드에서 따봉은 에밀리오 서장의 밑에서 비밀요원을 맡게 되었으며, Moustashe Love(한국방송명 : 따봉이의 사랑) 에피소드에서 눈썹과 결혼하게 된다.

- El Tigre I / 원조 엘 티그레 : 최초의 엘 티그레로, 매니가 어른이 되었을때와 비슷하게 생겼으며, 매니처럼 악당을 할것인지 영웅을 할것인지 결정하지 못하였다. 이 우유부단으로 인해서 성격이 반쪽으로 나뉘게 되었다. 그는 힘찬 표효와 긴 발톱등 매니와 같은 힘을 가지고 있다. 또한 그는 명백히 Ancient Tiger Spirit(한국방송명 : 엘티그레 호랑이 힘)을 이용하여 저승과 이승의 경계를 넘나들수 있는 능력을 가지고 있다. 그의 목소리는 John DiMaggio가 맡았다.

- Mayor Rodríguez / 로드리게스 시장 : 미라클시티의 시장으로, 매우 무례한 인물로 그려진다. 그의 목소리는 John DiMaggio가 맡았다.

- Principal Tonino: 매니가 다니는 레온 중학교의 교장 선생님이다. 그는 좋은 사람이고, 또한 학생들에게도 친절하다. 그의 목소리는 Eric Bauza가 맡았다.

- Vice-Principal Chakal / 자칼 교감: 매니가 다니는 학교의 무례한 교감선생님이다. 그는 아이들을 경멸하고, 지각하는 것을 가지고 애들을 추방하는 구실로 삼는 악독한 사람이다. 그의 목소리는 Carlos Alazraqui가 맡았다.

- Dr. Eugene L. Butterman / 자프로 박사 : 지루한 수의사로, Zebra Donkey(한국방송명 : 얼룩당나귀를 살려줘!)에 처음 출연한다. No Boots, No Belt, No Brero(한국방송명 : 우리는 하나!)에피소드에서, 그는 가족의 소중함을 배우라는 취지에서 그들의 힘의 원천을 압수해간다. 그리하여 여러 악당들을 행복하게 해주었다. 그의 목소리는 Ben Stein이 맡았다.

- Davi Roccco/Albino Burrito - 다윗/슈퍼맨  : 작은 11살 소년으로, 슈퍼 히어로가 되고 싶어 매니에게 가르침을 구한다. 매니는 그에게 잡일을시킨다. 에피소드의 마지막에, 잡일한 기술을 바탕으로, 매니의 할아버지가 만든 거대한 로봇을 해치운다. 그의 목소리는 Jessica DiCicco가 맡았다.

## 동물, 괴물 등
- 염소: 레온 중학교에서 돌아다니는 염소이다.

- Little Mule / 노새: 그랜파피 리베라의 애완동물로, 할아버지가 매니와 로돌포네로 이사올때 따라왔다. Sole of a Hero(한국방송명 : 아빠는 영원한 영웅)에피소드에서 두 귀를 이용한 뛰어난 균형잡기를 보여주었지만, 매니와 프리다는 별 관심을 안가졌다. 노새는 많은 시간을 당나귀처럼 지내며, 그랜파피의 모자를 지키는데 시간을 쓰고 있다.

- Señor Chapi / 찍새 : 리베라네의 앵무새로, 드럽고 게으른 새로 묘사되며, 찍새의 대답은 오직 찍새 살려!(영어판 : "Viva pantalones!")하나뿐이며, 제일 좋아하는 음식은 귀지이다. 그의 가짜 여자친구(녹색 깃털 먼지털이)를 매니가 밖으로 던지는 일이 벌어졌지만, 나중에 다시 찾아온다. 찍새의 목소리는 Carlos Alazraqui가 맡았다.

- Guacamole Monster / 과카몰리 괴물: 외눈이 박사의 과카몰리 괴물은 매니를 제외한 엘 티그레 파워를 쓴 괴물이다. Moustache Kid(한국방송명 : 어른이 되고 싶어요)에서 이 괴물은 벨트버클을 돌려, 고양이 모양의 귀와 양옆에 난 하얀 머리, 그리고 발톱이 달린 장갑을 차고 있게 된다. 과카몰리 괴물은 자기 자신을 먹을 수 있다.

- Zebra Donkey / 얼룩 당나귀: 얼룩 당나귀는 매니가 다니는 학교의 마스코트이자, 애들들의 장난감이나, 팬티, 그가 나타나는 축제 이벤트를 통해 보면 미라클 시티의 아이콘이기도 하다. "Zebra Donkey!"(한국방송명 : 얼룩 망아지를 살려줘!)에피소드에서 얼룩 망아지는 매니가 망아지에게 준 바나나로 인해 죽게 되지만, 죽음의 산타나의 기타로 부활하게 된다. 그 후 얼룩 당나귀는 좀비로 변하게 되었으며, 여전히 마스코트로 자리매김 하고 있다.

- Alebrije Monster: 거대한 괴물로, 여러 촉수팔과 긴 다리를 가지고 있다. 이 괴물은 멕시코의 전통적인 판타지 키메라 괴물로, 여러 다른 동물들의 부분들의 조합으로 만들어졌다.

- Dragon Worm / 꿈틀이 & 천하무적 드래곤: 세계를 돌아다니면서 비밀 재료를 먹는 용이다. 지구수비대에선 이 용이 무적이 되기 전에 비밀 재료를 먹는 걸 중단하려고 한다. 에피소드중 모자대왕이 엘 티그레가 마지막 비밀 재료였다고 말하면서, 용은 엘 티그레를 삼켜버리고 무적이 되어버린다. 지구수비대는 용과 맞서지만 실패하지만, 화이트 판테라는 가짜 용이라 생각하고 용 안에 들어간 아들의 도움을 받아 용을 무찌른다. 그 후 용은 엘 티그레를 뱉어버린다.

- Chui / 쭈쭈: 염소를 먹는 추파카브라로, 외눈이 박사가 괴물을 원하고 만들었지만, 염소만 먹는다는 걸 알고 버리게 된다. 그 후 매니가 쭈쭈를 데려다가 키우게 된다. 쭈쭈는 그의 목숨을 걸고 외눈이 박사의 매운 고추 괴물로부터 매니와 미라클 시티를 구하기 위해 싸운다. 그 후 쭈쭈는 미라클시티 화산에서 쏘아올라져, 염소 농장 근처로 떨어지게 된다.